# Trảng Bom (stadje)
Trảng Bom is een thị trấn in het gelijknamige district Trảng Bom, een van de districten van de Vietnamese provincie Đồng Nai.
De verkeersaders van Trảng Bom zijn de Nationale weg 1A (Vietnam) en de Noord-zuid spoorweg. Trảng Bom heeft een eigen spoorwegstation.